# 酒吧

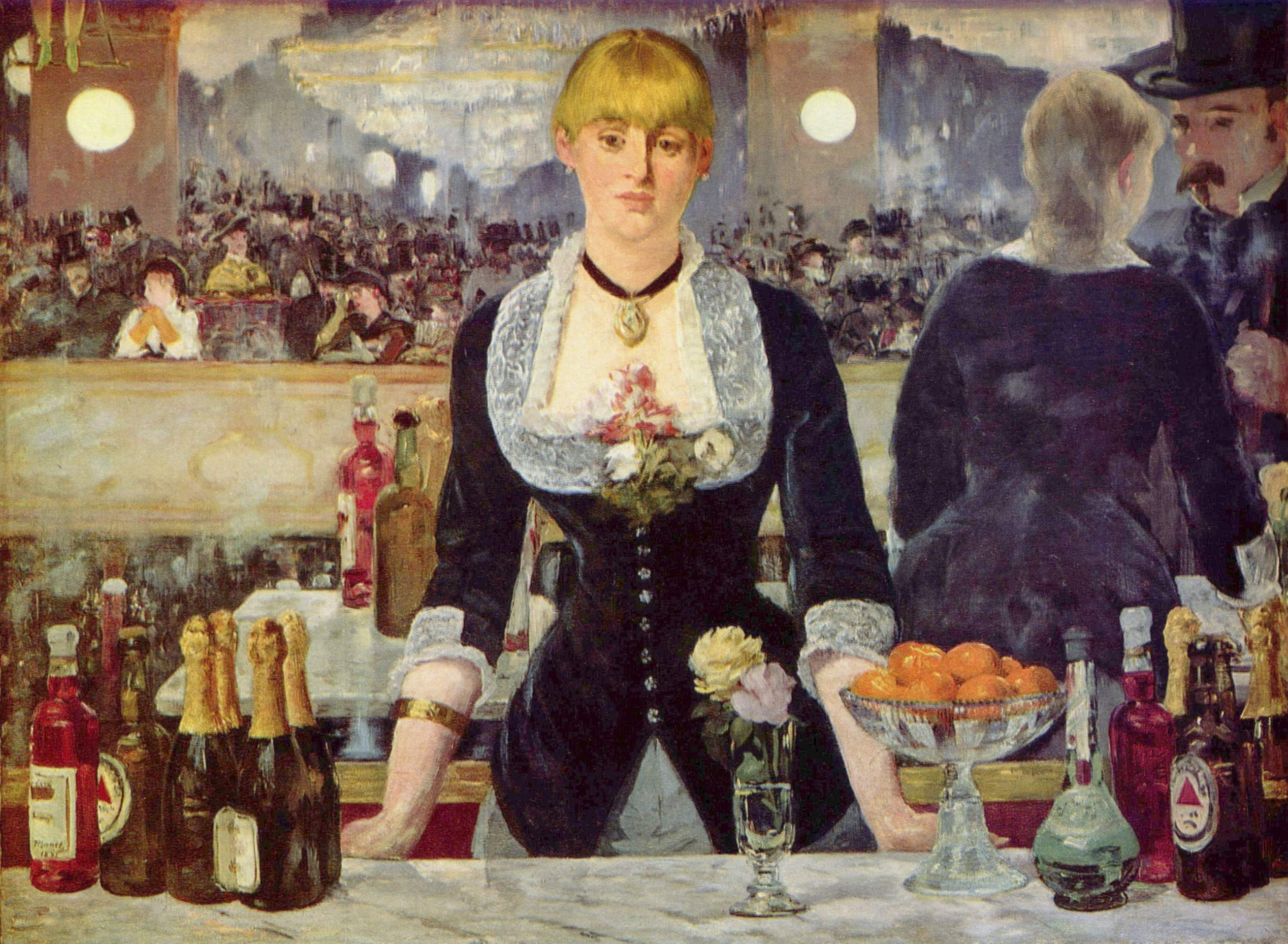
法國畫家愛杜爾·馬奈名作《女神游乐厅的吧台》描寫酒吧風光

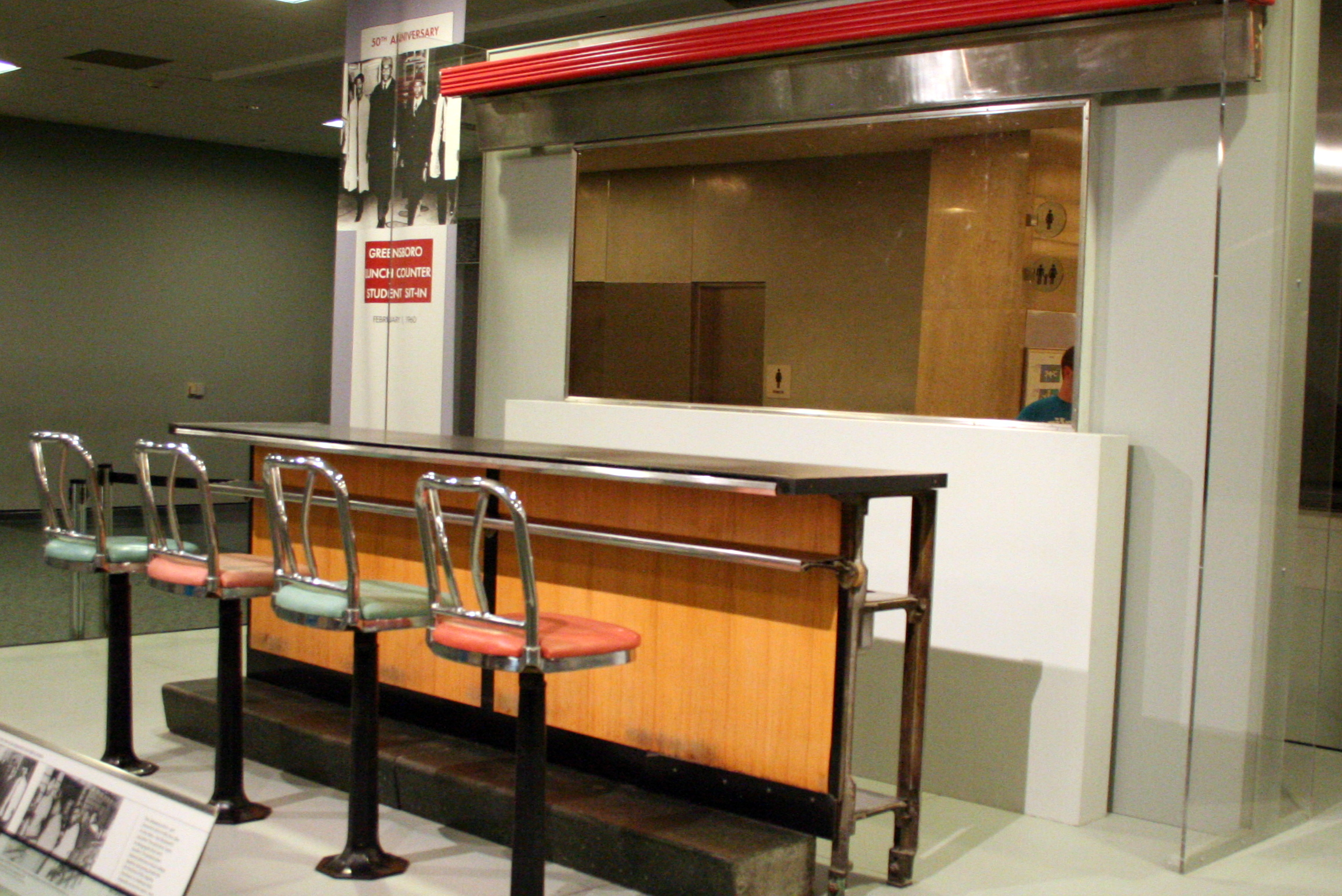
北卡罗来纳的一家现代酒吧

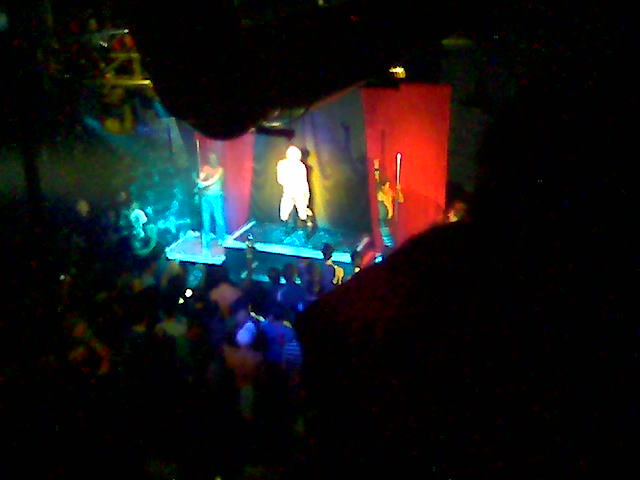
pub內小舞台演唱實況

酒吧（英語：Bar），又稱酒館，是提供啤酒、葡萄酒、洋酒、鸡尾酒等酒類饮料的消费场所，除提供酒精飲品外，也提供非酒精飲品及小吃。
英語詞多指娱乐休闲类的酒吧，提供现场的乐队或歌手、舞女表演。高级的还有调酒师表演精彩的花式调酒。而英語詞和多指英式的以酒为主的酒吧，也就是英式酒吧。有很多类型和风格，既有最低档的“潜水吧”，也有为社会精英人士提供娱乐的优雅场所。酒吧最初源于美国西部大开发时期的美洲大陆，一词到16世纪才有“卖饮料的柜台”这个义项，后又经美洲进一步的变异、拓展，约20世纪80至90年代传入華人地區及華洋雜處的社會。

## 世界各地酒吧
香港的蘭桂坊是一條世界著名的酒吧街，幾乎街上每一間店鋪都为酒吧。
在澳洲、紐西蘭，因為紐澳兩國的賣酒法例，持酒牌的酒吧與餐廳和咖啡店一樣，都必須提供食物和無酒精飲料，所以會有廚師或有烹飪能力的調酒師炮製小吃和正餐。